# Las Flores (condado de Orange)
Las Flores es un lugar designado por el censo ubicado en el condado de Orange en el estado estadounidense de California. En el año 2000 tenía una población de 5.625 habitantes y una densidad poblacional de 1,085.9 personas por km². 

## Geografía
Las Flores se encuentra ubicado en las coordenadas 33°35′13″N 117°37′39″O / 33.58694, -117.62750. Según la Oficina del Censo, la ciudad tiene un área total de 5,2 km² (2 mi²), de la cual 5,2 km² (2 mi²) es tierra y 0 km² (0 mi²) 0.00% es agua.

## Demografía
Los ingresos medios por hogar en la localidad eran de $89,978, y los ingresos medios por familia eran $100,448. Los hombres tenían unos ingresos medios de $70,397 frente a los $46,029 para las mujeres. La renta per cápita para la localidad era de $38,241. Alrededor del 1.1% de la población estaban por debajo del umbral de pobreza.